# Пливачице (филм)
Пливачице је биографски драмски филм из 2022. у режији Сели Ел Хосаини по сценарију који је написала заједно са Џеком Торном. У филму глуме сестре из стварног живота Натали Иса и Манал Иса, Ахмед Малек, Матијас Швајгхефер, Али Сулиман, Кинда Алоуш, Џејмс Кришна Флојд и Елми Рашид Елми.
Филм Пливачице је имао светску премијеру на Међународном филмском фестивалу у Торонту 8. септембра 2022. и у одабраним биоскопима приказан је 11. новембра 2022. године. Приказан је на вечерњој свечаности Међународног филмског фестивала у Маракешу 18. новембра 2022, пре него што је 23. новембра 2022. пуштен у стриминг, од стране Нетфликса.

## Улоге
- Натали Иса као Јусра Мардини
- Манал Иса као Сара Мардини
- Ахмед Малек као Низар
- Матијас Швајгхефер као Свен
- Џејмс Кришна Флојд као Емад
- Али Сулиман као Езат Мардини
- Кинда Алоуш као Мерват Мардини
- Елми Рашид Елми као Билал
- Нахел Цегаи као Шада

## Продукција
У априлу 2021. објављено је да су Манал Иса и Натали Иса изабране да играју сестре Јусру и Сару Мардини из стварног живота у филму "Пливачице" за Working Title Films и Нетфликс.
Снимање филма је обустављено пет дана пре почетка, због пандемије КОВИД-19 2020. Продукција је почела у априлу 2021. године, а филм је сниман у Уједињеном Краљевству, Белгији и Турској. Локације снимања у Турској укључују Истанбул и Чешме.
У контексту савремене избегличке кризе, Сали Ел Хосаини није желела само да представи причу о сестрама Мардини и другим избеглицама. Уместо тога, њена намера је била да у реалистичном стилу прикаже кроз шта избеглице пролазе у стварном животу. У интервјуу о филму, Јусра Мардини је рекла: „После Олимпијаде, схватила сам да то више није само моја прича. Схватила сам да је моја одговорност да подигнем свест и донесем наду милионима избеглица широм света и да говорим у име свих оних који немају глас.”

## Премијера
Пливачице су имале светску премијеру као уводни филм на Међународном филмском фестивалу у Торонту 8. септембра 2022. и пуштене су у одабраним биоскопима 11. новембра 2022, пре него што је 23. новембра 2022. филм емитован у стримингу, од стране Нетфликса.

## Пријем
На агрегатору рецензија Rotten Tomatoes, филм има оцену од 82% на основу 62 рецензије. На Metacritic-у, филм има оцену 62 од 100, на основу 15 критичара, што указује на „генерално повољне критике“.